# 言友会
言友会（げんゆうかい）は、1966年に創立された吃音症（どもり）という言語障害を持つ人たちのセルフヘルプグループ（自助グループ）である。吃音（どもり）を治すことにこだわるのでなく、吃音を持ちながらの生き方を確立していくことを基本理念としている。

## 概要
1976年に伊藤伸二（元東京・大阪言友会、現在JSP会長、現在は言友会から分裂し所属していない）らが中心になって採択した「吃音者宣言」を活動の基本に掲げている。その内容は、「どもりを治そうとする努力は、古今東西の治療家・研究者・教育者などの協力にもかかわらず、充分にむくわれることはなかった。」、「それどころか、自らのことばに嫌悪し、自らの存在への不信を生み、深い悩みの淵へと落ちこんで行った。また、いつか治るという期待と、どもりさえ治ればすべてが解決するという自分自身への甘えから、私たちは人生の出発（たびだち）を遅らせてきた」として、「どもりが治ってからの人生を夢見るより、どもりを持ったままの生き方を確立する」ことを宣言しているものである。
全国30ヶ所に会があり、横断組織として全国言友会連絡協議会（全言連）がある。会員数約1000人。よこはま言友会、千葉言友会、全言連はNPO法人格を取得している。日本ではもっとも大きな吃音者の自助グループであり、吃音者全体の0.1%である。
なお、各言友会は支部ではなく個々の独立した会であり、全言連はその連絡協議会という位置づけになっている。

## 歴史
東京で「講談のリズムで吃音を治そう」という講談師・田辺一鶴氏の「講談教室」で出会った吃音者たちが、新しく会を作ろうと1966年に発足させた。そのメンバーの多くは、東京正生学院などの民間矯正所に通っていた吃音者であった。その後、京都、大阪、武蔵野、福岡、名古屋、北九州…と、言友会は全国に広がっていった。1968年には、第1回の全国大会が開かれた。

## 活動
各地の言友会は、定期的に例会を開催するとともに、レクリエーション活動、全国大会、吃音フォーラム、吃音者講習会、専門家を招いての講演、吃音者の世界大会などを開催して活発に活動している。吃音の悩みを分かち合い、体験を共有することで、吃音と取り組む力を得るとともに、どもりながらも様々な催しを運営・企画し、司会などを経験する中から、徐々に自信を付け、行動を変え、吃音を改善・克服していくことを目指している。また、どもりながらも話すべきことは話すという姿勢を大切にしている。会のモットーは「吃音があってもくよくよせず、前向きに生きよう」というものである。

## 吃音者宣言を巡って
1976年、言友会創立10周年記念大会で採択された。吃音の確たる治療法が見つかっていない中で、吃音を持ったままの生き方を説いた「宣言」の精神に共感が寄せられた反面、「治すこと」を重視する会員や臨床研究家の中には、「治すことを否定している」「治らないと言っている」という解釈からとまどいの声も聞かれた。言友会の内外で多くの議論を呼びながらも、その精神は次第に浸透していった。全言連主催の全国大会（ワークショップ）のテーマも、狭い意味の「吃音」だけではなく、アサーション、論理療法、交流分析、生きがい療法など、多彩なものになっていった。
　一般社団法人東京言友会、NPO法人千葉言友会の様に吃音者個人それぞれの「吃音者宣言」を持てばよいと「基本的な考え方」に吃音者宣言を織り込まなかった言友会もあるなど、必ずしも各言友会の会則等に明記されているわけではないが、各地言友会の活動の根底には、吃音者宣言の「どもりを治してから○○しよう」ではなく「どもりを持ったまま」という基本姿勢がある。その上にたって様々な考えの吃音者を包括しながら活動している。
　吃音者宣言をめぐっては、現在でも「治すことを否定するのか」「吃りは治らないのか」というその本来の趣旨からはずれた議論となることも多い。個人個人で受け止め方には差があることは事実であり、そこには各人の生き方が反映されていると言えるかも知れない。

## 「吃音を持ったまま」と「吃音改善」
言友会は吃音を持ったままを基本としながら、拘束は緩やかでさまざまな活動を許容しながら活動している。言友会によっては「吃音改善」と題した取り組みも行われている。
一口に改善への取り組みといっても発声練習を主体としたものから、ものの見方考え方に関するものまでその意とするところは広い。
「吃音を持ったまま」と「吃音改善」との関係は微妙なバランスとも言え、その温度差が会の中で議論となることもある。吃音を持ちながらの生き方を貫きつつ、吃音症状の改善へ向けた努力を行う、その両立は可能であろうか。吃音者宣言はその両立の難しさを認めるところから生まれたものではなかったか…。言友会はその判断を個人にゆだねているように見える。吃音者にとって吃音は治りにくいと分かっていても、訓練すれば改善される・治るのではと言う気持ちは捨てがたいであろうし、何事も自分で体験して初めて納得・理解できるものであろう。また、吃音改善への努力を行うことは、なにがしかの安心感へ繋がるものでもある。
改善・矯正へひた走ることを警戒しながらも、吃音者のニーズに応じ、いろいろ試み、試行錯誤、温度差を許容する言友会がある。

## 吃音研究と言友会
言友会は吃音を持ちながらの生き方を重視するとともに、最新の研究情報の収集や、研究者、言語聴覚士（ST）との連携にも力を入れ始めている。
各地の会の中には、大学の吃音の脳神経科学的研究に協力している言友会もあれば、言語聴覚士養成校のカリキュラムで体験発表や交流を行っている言友会、吃音の厚生労働科学研究が行われるように議員を通して働きかけた会など、それぞれの取り組みが見られる。
ただ、吃音をどこまで「矯正治療」の対象としてとらえるか、また障害者手帳の対象ととらえるか等については、吃音者本人の生き方にも関係するものであるだけに、慎重な議論となっている。
また、吃音は治りにくいという現状認識に変わりはなく、吃音に関する研究論文等に一喜一憂して振り回されるのでなく、今の人生を大切にしながら吃音者に有益な情報を選別していくという姿勢を保っている。
そのため、「治療」に重きを置きたい立場からは、もどかしさも感じるようである。

## 全言連掲示板
ある利用者が言友会に対し、又は意見の異なる個人や人物に対して、攻撃・誹謗中傷するなどのアラシ行為ともとれる感情的な投稿を連発したため、現在は閉鎖している。

## 吃音者へ障害者手帳や就労支援など様々な社会保障制度を求める運動
2011年ころから吃音者への社会的支援を考えるという新しい取り組みをはじめた。吃音で不便がない当事者がいる一方、具体的には吃音で困っている当事者の選択肢を増やすため、それまでなおざりになっていた障害者手帳取得や障害者認定の道も模索するようになった。
そんな中2013年に北海道にて吃音看護師が職場の吃音に対する指摘やプレッシャーにより自死するという悲しい出来事も起きた。
しかし2014年7月、吃音はそもそも発達障害者支援法に定義されていることが判明し、一般に言われる発達障害である、アスペルガー症候群や広汎性発達障害など自閉症スペクトラム、ADHD、学習障害などと全く同様、全ての社会保障制度を希望すれば利用できることが明らかになった。その後、厚生労働省や発達障害の支援を考える議員連盟などと情報交換を行っている。

## 2016年フジテレビ系　春の月曜21時ドラマラヴソング (2016年のテレビドラマ)を監修
2016年4月スタートのテレビドラマ「ラヴソング」の吃音監修に全国言友会連絡協議会が当事者団体として協力した。

## 内閣府障害者週間連続セミナーにて吃音啓発を行う
2015年12月、2016年12月、全国言友会連絡協議会は内閣府主催の障害者週間連続セミナーの1つとして吃音の啓発や情報発信を行った。
　

## 吃音者宣言（全文）
私たちは、長い間、どもりを隠し続けてきた。「どもりは悪いもの、劣ったもの」という社会通念の中で、どもりを嘆き、恐れ、人にどもりであることを知られたくない一心で口を開くことを避けてきた。「どもりは努力すれば治るもの、治すべきもの」と考えられ、「どもらずに話したい」という、吃音者の切実な願いの中で、ある人は職を捨て、生活を犠牲にしてまでさまざまな治す試みに人生をかけた。しかし、どもりを治そうとする努力は、古今東西の治療家・研究者・教育者などの協力にもかかわらず、充分にむくわれることはなかった。それどころか、自らのことばに嫌悪し、自らの存在への不信を生み、深い悩みの淵へと落ちこんで行った。また、いつか治るという期待と、どもりさえ治ればすべてが解決するという自分自身への甘えから、私たちは人生の出発（たびだち）を遅らせてきた。私たちは知っている。どもりを治すことに執着するあまり悩みを深めている吃音者がいることを。その一方、どもりながら明るく前向きに生きている吃音者も多くいる事実を。そして、言友会10年の活動の中からも、明るくよりよく生きる吃音者は育ってきた。全国の仲間たち、どもりだからと自身をさげすむことはやめよう。どもりが治ってからの人生を夢見るより、人としての責務を怠っている自分を恥じよう。そして、どもりだからと自分の可能性を閉ざしている硬い殻を打ち破ろう。その第1歩として、私たちはまず自らが吃音者であることを、また、どもりを持ったままの生き方を確立することを、社会にも自らにも宣言することを決意した。どもりで悩んできた私たちは、人に受け入れられないことのつらさを知っている。すべての人が尊敬され、個性と能力を発揮して生きることのできる社会の実現こそ私たちの願いである。そして、私たちはこれまでの苦しみを過去のものとして忘れ去ることなく、よりよい社会を実現するために活かしていきたい。吃音者宣言、それは、どもりながらもたくましく生き、すべての人びとと連帯していこうという私たち吃音者の叫びであり、願いであり、自らへの決意である。私たちは今こそ、私たちが吃音者であることをここに宣言する。
（全国言友会連絡協議会 昭和51年5月1日 言友会創立10周年記念大会にて採択）